# Eupeodes gentneri
Eupeodes gentneri là một loài ruồi trong họ Ruồi giả ong (Syrphidae). Loài này được Fluke mô tả khoa học đầu tiên năm 1952. Eupeodes gentneri phân bố ở miền Tân bắc